# Лептогіум
Лептогіум (Leptogium) — рід лишайників родини Collemataceae. Назва вперше опублікована 1821 року.

## Будова
Талом листуватий, гомеомірний, при зволоженні набухає і покривається слизом. Відрізняється від роду колема наявністю верхньої кори і сірим чи темно-сірим кольором талома. Апотенції лікарінові сидячі чи на коротких ніжках, з широким округлим диском тілесного, червонуватого чи червоно-коричневого кольору.

## Поширення та середовище існування
Епіфіти, рідше епіліти.
Лептогій Шредера, лептогіум насічений та лептогіум черепицеподібний внесені до Червоної книги України.

## Галерея

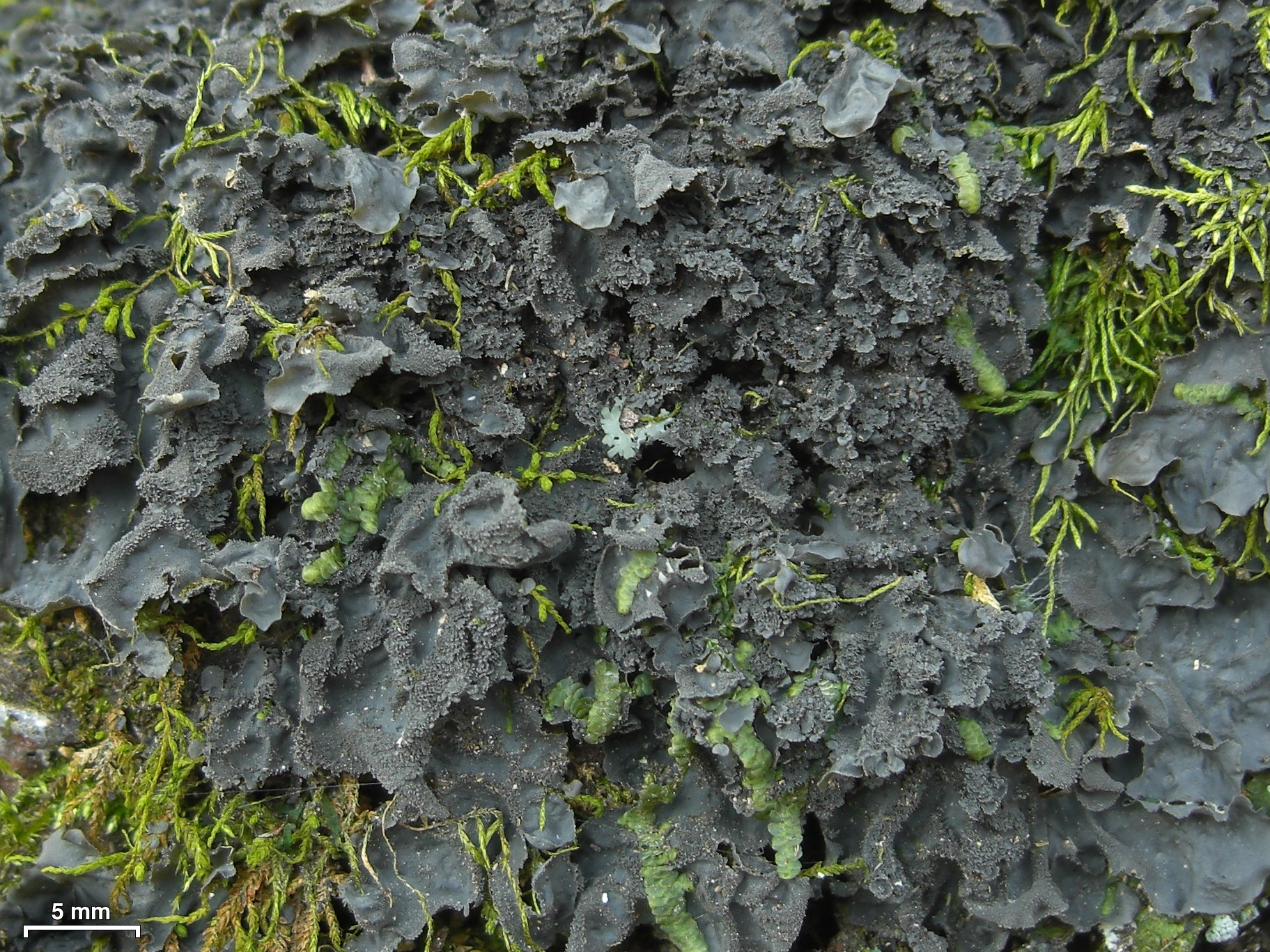
Leptogium cyanescens
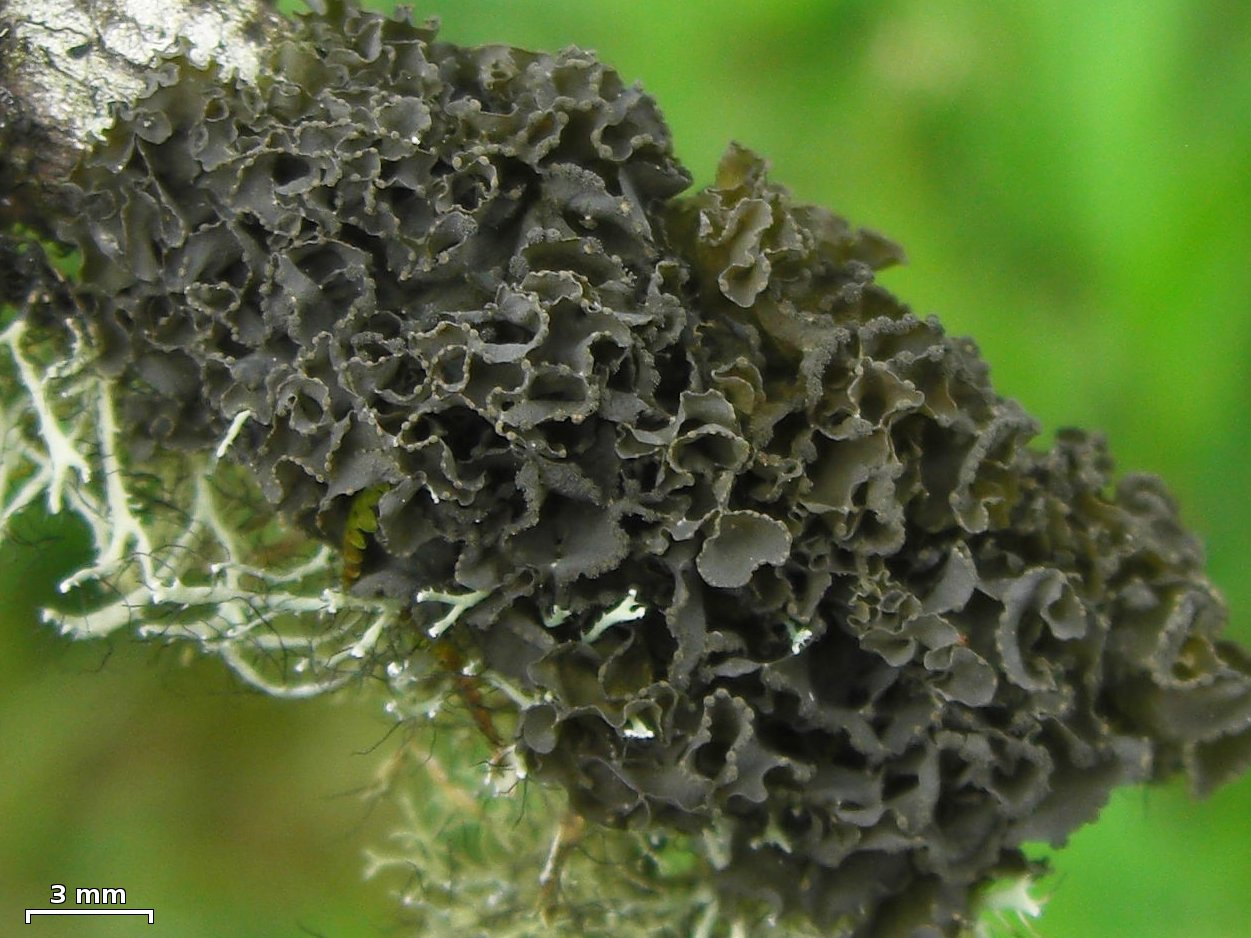
Leptogium marginellum
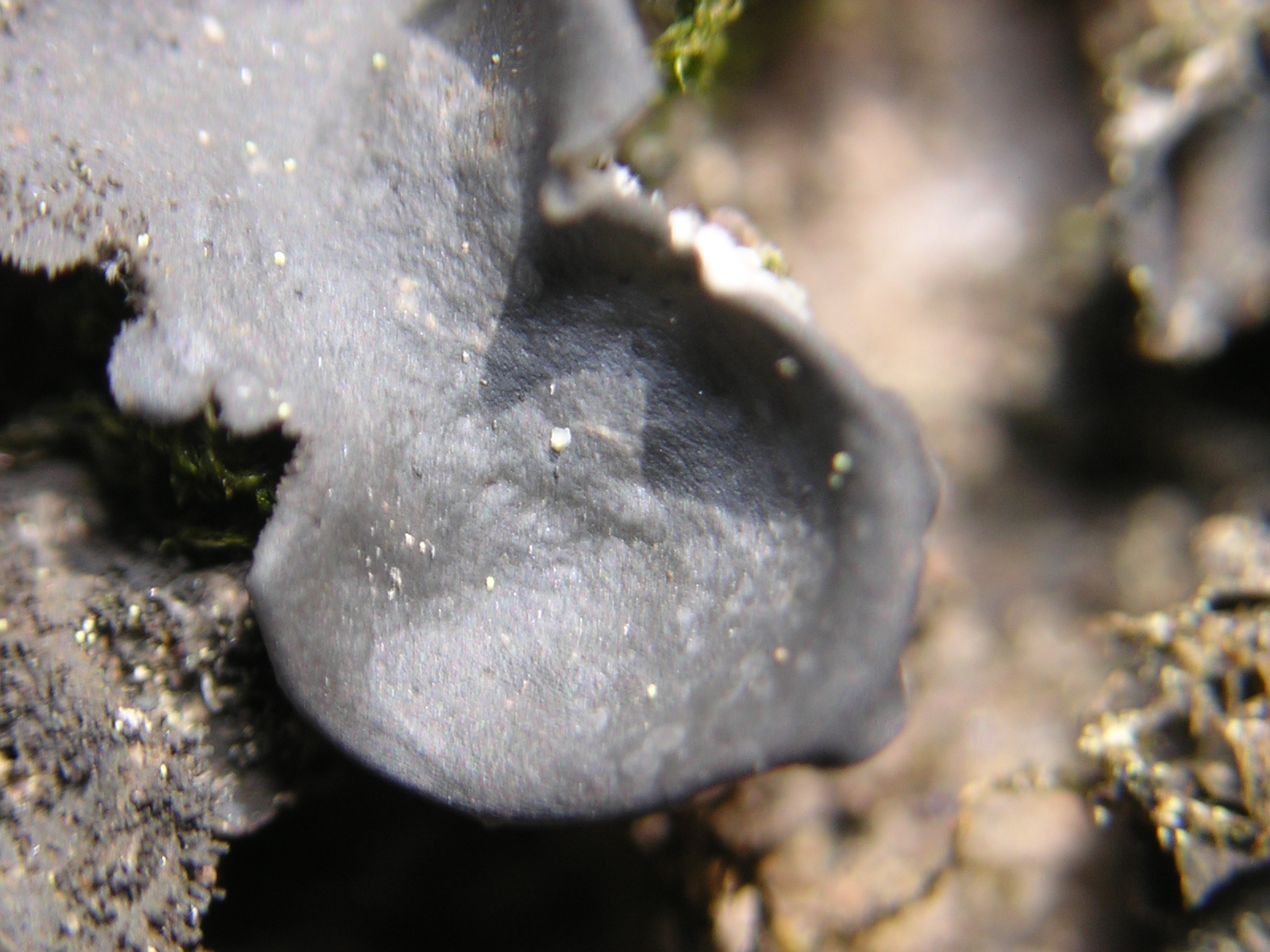
Leptogium burnetiae